# Голям-Чардак
Голям-Чардак (болг. Голям чардак) — село в Болгарии. Находится в Пловдивской области, входит в общину Сыединение. Население составляет 730 человек.

## Политическая ситуация
В местном кметстве Голям-Чардак, в состав которого входит Голям-Чардак, должность кмета (старосты) исполняет Благо Николов Стаиков по результатам выборов.
Кмет (мэр) общины Сыединение — Атанас Балкански(ГЕРБ болг.(Граждани за европейско развитие на България))  по результатам выборов.